# Matt Berninger

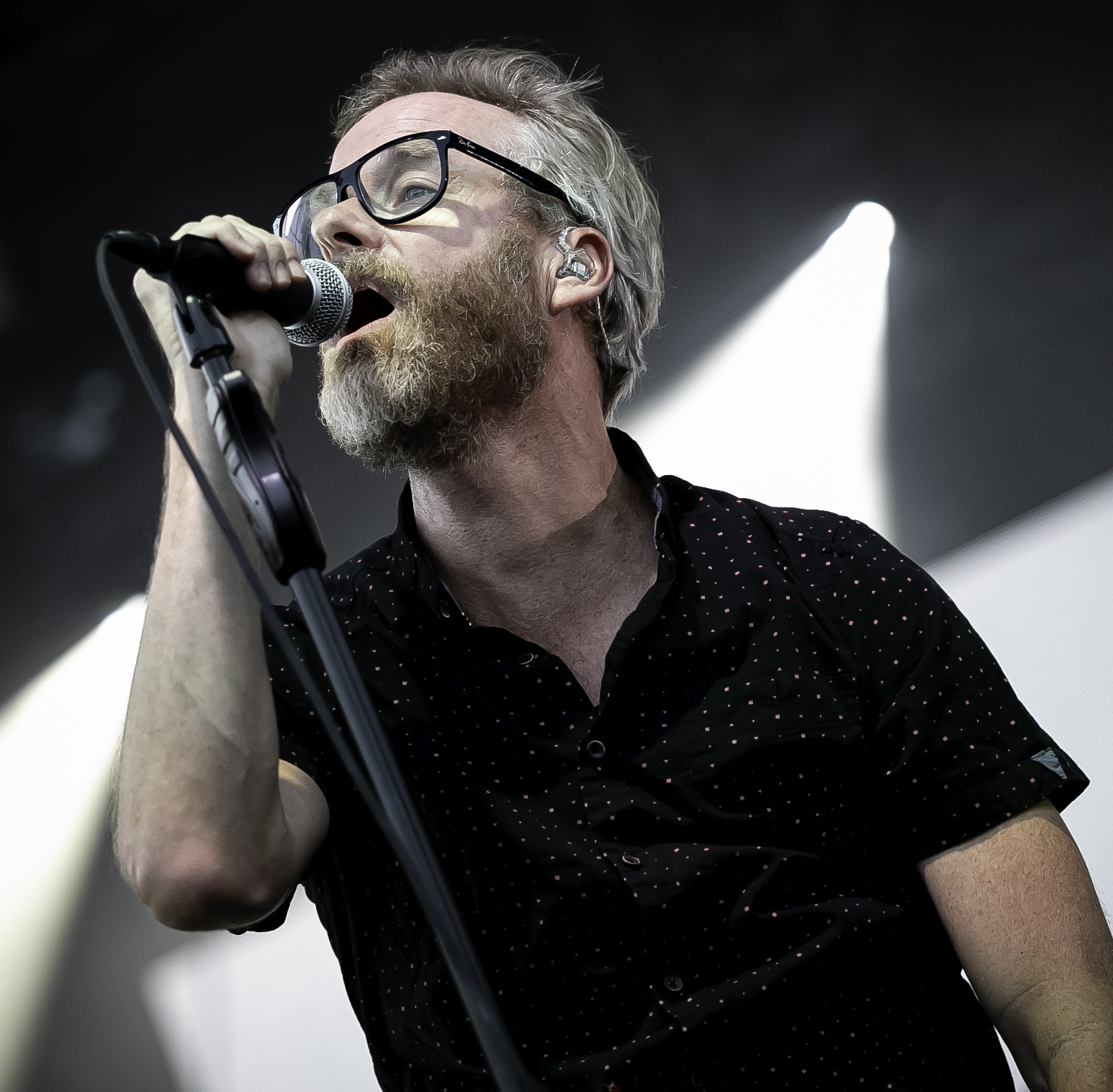
Matt Berninger (2019)

Matthew Donald „Matt“ Berninger (* 13. Februar 1971 in Cincinnati) ist der Frontmann und Sänger der US-amerikanischen Indie-Rock-Band The National. Seine Stimmlage ist Bariton.

## Karriere
Matt Berninger machte 1989 seinen Abschluss an der St. Xavier High School in Cincinnati. Danach belegte er ein Grafikdesign-Studium an der University of Cincinnati, wo er 1991 Scott Devendorf kennenlernte. Gemeinsam spielten sie in der Band Nancy, bevor sie nach Abschluss ihres Studiums 1996 nach New York zogen, wo sie Stellen als Grafikdesigner annahmen. Gemeinsam mit Scotts Bruder Bryan Devendorf sowie Matts Freunden aus Kindertagen, den Brüdern Aaron und Bryce Dessner, gründeten sie 1999 die Band The National.
2015 gründete Berninger zusammen mit dem ehemaligen Menomena-Mitglied Brent Knopf die Band EL VY.
Sein erstes Solo-Album Serpentine Prison (2020) wurde von Booker T. Jones produziert.

## Privates
Berninger ist mit Carin Besser verheiratet, einer Lektorin bei der Zeitschrift The New Yorker, die auch schon an mehreren Liedern von The National mitgearbeitet hat, zum Beispiel an Brainy von dem Album Boxer. Gemeinsam haben sie eine Tochter.

## Diskografie

### Alben, EPs und Singles mitThe National
siehe The National (Band)#Diskografie

### Soloalben
- 2020: Serpentine Prison
- 2025: Get Sunk

### Alben mitEL VY
- 2015: Return to the Moon

### Filme
- 2008: A Skin, a Night (Dokumentarfilm über die Entstehung von Boxer)
- 2014: Mistaken for Strangers (Dokumentation)
- 2019: Zwischen zwei Farnen: Der Film (Between Two Ferns: The Movie)